# Chandler Bing
Chandler Muriel Bing-Geller es un personaje ficticio de la popular serie de televisión Friends (1994-2004), siendo considerado generalmente el favorito de la audiencia de Friends, interpretado por el gran Matthew Perry.

## Biografía
Chandler Muriel Bing-Geller nació el 8 de abril de 1969, hijo de la novelista erótica Nora Bing (Morgan Fairchild en cuatro episodios) y de Charles Bing/Helena Handbasket (Kathleen Turner), una mujer trans que trabaja en Las Vegas. Chandler fue compañero de habitación de Ross Geller en la universidad y es medio escocés. Además, conoció a la hermana de Ross, Monica Geller, y a su amiga, Rachel Green, durante la celebración del Día de Acción de Gracias en la casa de la familia Geller en su primer año en la universidad. El personaje se mudó al apartamento #19 en Greenwich Village, Manhattan, enfrente del apartamento de Monica y su compañera de habitación, Phoebe Buffay. En ese momento, Kip era compañero de piso de Chandler, pero se mudó antes de que la serie comenzara. Hay cierta confusión con respecto a cómo Kip dejó el grupo: en la quinta temporada, se reveló que Kip había salido con Monica; sin embargo, fue eliminado lentamente del grupo una vez que rompieron. En otro episodio, Chandler mencionó que se casó y dejó el grupo. Después llegó el nuevo compañero de Chandler, Joey Tribbiani, que se unió al grupo.
Durante la mayor parte de la serie, Chandler era un ejecutivo especializado en el análisis estadístico y configuración de datos. Posteriormente, renunció y se convirtió en redactor júnior en una agencia de publicidad.

### Días de Acción de Gracias
Desde que Friends se transmitía en las noches de los jueves, sus episodios de Días de Acción de Gracias fueron muy importantes. Numerosas veces a lo largo de la serie, Chandler menciona que odia esa fecha, ya que sus padres anunciaron que se divorciarían en esta cena, cuando tenía nueve años. Por lo tanto, Chandler se niega a celebrar el Día de Acción de Gracias de la forma tradicional, pues su "tradición" se trata de volver a contar la historia del anuncio del divorcio de sus padres. Joey incluso dice: "¡No sería un Día de Acción de Gracias sin que Chandler nos pusiera tristes!". Durante la temporada 5, ("El de todos los Acciones de Gracias") se revela que, mientras trataba de vengarse de Chandler por haberle dicho gorda, a Monica se le cayó accidentalmente un cuchillo en el pie de Chandler y cortó parte de la uña de su dedo meñique. Por último, durante la temporada 8, Monica le cocina un pollo por separado en el Día de Acción de Gracias.

## Apariencia física
Chandler tiene el pelo castaño, ojos azules y una delgada figura, aunque gana y pierde peso a lo largo de la serie (como entre los episodios 6x22 y 7x01). Aunque en la temporada 3 se deja una ligera barba, se menciona varias veces que no puede dejarse crecer bigote. También se revela en la temporada 2 que Chandler tiene un tercer pezón, que luego se lo extirpó quirúrgicamente. Su apariencia física pasa bastante desapercibida para sus amigos, hasta el punto en el que en la temporada 7, al anunciar que a partir de ese momento usaría gafas, todos sus amigos admiten creer que siempre las había usado.

## Relaciones

### Monica Geller
En el episodio 23 de la temporada 1, cuando nace el hijo de Ross, Monica se lamenta al ver dos bebés gemelos recién nacidos y pensar que ella no tiene ninguno. Al estar toda la noche hablando de ello, Chandler bromeando le propone que, si a los 40 años ninguno de los dos está casado, tendrán un hijo juntos. Más adelante, en el episodio 25 de la temporada 3 ("El de la playa"), Monica y Chandler están en la playa. Ella le afirma que aunque Chandler fuera el último hombre en la Tierra, todavía seguiría insegura sobre salir con él. En un episodio posterior, Monica se ríe de la oferta de Chandler para ser su novio, después de mencionar que estaba preocupada por morir siendo una solterona.
Al final de la 4.ª temporada, Chandler comenzó una relación secreta con Monica Geller en Londres. Se conocieron durante la celebración del Día de Acción de Gracias en casa de los Geller, durante el primer año de Chandler en la universidad. En la boda de Ross y Emily en Londres, Monica y Chandler durmieron juntos y de inmediato comenzaron a salir (unos años más tarde, Monica reveló que en realidad había ido a la habitación de Chandler para buscar a Joey y acostarse con él). Monica y Chandler intentaron mantener su relación en secreto, pero finalmente los demás terminaron enterándose. Joey se enteró después de que la pareja se fuera un fin de semana, pero les prometió que no se lo diría a nadie. Rachel lo supo después, cuando escuchó una llamada telefónica, y Phoebe los vio por la ventana del apartamento de Ross (ambas se enteraron sin que Chandler ni Monica lo supieran). Debido a que la pareja no les habló sobre su relación, Rachel y Phoebe trataron de hacer que la admitieran ellos mismos. Tras enterarse de esto, Chandler y Monica intentaron que ellas admitieran que sabían que estaban saliendo. Finalmente, una silenciosa batalla estalló (con Joey como intermediario) y terminó con Chandler y Phoebe juntos. No obstante, Chandler se rindió y admitió finalmente su amor por Monica. Después de toda la conmoción, Ross se enteró de la misma manera que Phoebe lo hizo, viéndolos por su ventana. La pareja se convirtió en la protagonista de la serie desde la quinta temporada hasta el final de la serie.
Los dos se mudaron a vivir juntos en el comienzo de la 6.ª temporada, Chandler le propuso matrimonio al final de la 6.ª temporada y se casaron al final de la séptima temporada. Su boda fue oficiada por Joey, que fue ordenado a través de Internet. En el último episodio, Monica y Chandler (que tenían pocas posibilidades de concebir) vieron nacer a sus hijos adoptivos, Erica y Jack. A pesar de que solo esperaban un niño, terminaron siendo gemelos. Chandler también tuvo muchos problemas con Richard, exnovio de Monica (interpretado por Tom Selleck), a quien llegó a confrontar por el amor de esta.
Monica le incordió a Chandler más de una vez a causa de su autoritarismo, orden y excesiva competitividad. En un episodio que muestra una realidad alternativa, "El de lo que pudo haber sido", Monica seguiría siendo gorda y Chandler no mostraría mucho interés en ella. Sin embargo, cuando el actual novio de Monica se va a trabajar durante la comida, duermen juntos y Chandler se enamora de ella, por lo que de todos modos los dos terminarían juntos.

### Janice
Antes de su relación con Monica, Chandler tuvo una relación intermitente con Janice Hosenstein, interpretada por Maggie Wheeler, que se convirtió en una persona recurrente en su vida. Su pelo largo, su voz nasal, su risa y su tendencia a decir "Oh... my... God!" (con notables pausas entre cada palabra y agitando las manos en sincronía) fueron algunas de las cosas que Chandler trató de hacer desaparecer. Finalmente, después de romper con ella en la 1.ª temporada, en el episodio "El del detergente de lavandería germano-oriental", el personaje se vio involucrado dos veces más en la temporada con Janice y varias veces más durante toda la serie.
Parece que hay un solo momento en toda la serie donde la relación de Chandler y Janice ha ido bien, sin que él sienta la necesidad de terminar las cosas. Durante el final de la segunda temporada, Chandler comenzó a charlar con una mujer en un chat de Internet, que le dijo que su esposo, el Rey del colchón, se acostaba con su secretaria. Después, se compromete a reunirse con ella, solo para descubrir que la mujer con la que ha estado hablando había sido Janice todo el tiempo y terminan besándose apasionadamente. La relación continúa en la 3.ª temporada, cuando Joey rebela su inquebrantable odio por ella, alegando que cada vez que se ríe, siente la necesidad de pegarle. No obstante, hace un esfuerzo por Chandler para tratar de llevarse bien con Janice. Al final de "El de la cama-bólido", Joey entra en la tienda de colchones King y ve a Janice besando a su exmarido en su oficina. En "El del macro artilugio punzante", Joey finalmente decide contarle a su amigo lo que vio. Chandler le dice a Janice que la vio besándose con su exmarido, pero después de preguntarle con quién de los dos quiere estar, esta no se puede decidir. Después de una charla con Joey, Chandler decide dar marcha atrás, debido a que ella tenía un hijo con su exmarido y podía haber una oportunidad para que la familia arreglase las cosas. Aunque cambia de opinión en el último momento, Janice decide volver a con su exmarido y tratar de resolver las cosas con él.
Uno de los últimos intentos de Chandler para alejarse de Janice de una vez por todas fue decirle que se mudaría a Yemen. De hecho, tuvo que subirse a un avión a Yemen, aunque no entrase en sus planes, porque Janice quería ver el avión despegar como un último adiós.
En la quinta temporada, Janice tiene una aventura con Ross. Al ser confrontado por el grupo, este se defiende con el hecho de que Chandler está en Yemen, creyendo que se había quedado allí. Ross está preocupado por hablarle a Chandler sobre su relación y prepara un discurso acerca de que los amigos no pueden salir con familiares ni exnovias de sus amigos. Más tarde, Chandler le perdona, y como estaba saliendo secretamente con Monica, le dice que recuerde que le ha perdonado y le da 27 dólares.
Una nueva comparecencia se produce cuando inadvertidamente, Monica invita a cenar a Janice al descubrir que Monica y Chandler están comprometidos. Esto lleva a que Janice se invite a sí misma a su boda, por lo que Monica se inventa que Chandler todavía tiene sentimientos por ella para obligarla así a no ir a la boda. Janice les desea una vida de felicidad, aunque esto se ve atenuado cuando al irse le susurra a Chandler: "Llámame cuando todo esto se arruine".
La siguiente aparición de Janice es durante el nacimiento del bebé de Ross y Rachel, Emma, cuando esta anuncia en la sala de partos que el bebé que está esperando es de Chandler. No obstante, carcajea y momentos más tarde confiesa que era una broma, señalando que ella y Chandler no habían dormido juntos desde hacía muchos años.
En la última temporada, Janice planeaba mudarse a la casa de al lado de Chandler y Monica en Westchester. Para evitar esto, Chandler le dice que nunca dejó de amarla, y temerosa de arruinar su matrimonio, quita su oferta de la casa y besa a Chandler por última vez.
Janice ha aparecido en todas las temporadas de Friends, con excepción de la 6.ª temporada, donde solo se oye su voz en una cinta de la mezcla de música que había hecho anteriormente para Chandler, mientras estaban de novios.

### Joey Tribbiani
Chandler compartió apartamento con su mejor amigo Joey Tribbiani. El apartamento de Chandler y Joey se convirtió en un escenario importante de la serie, como una de las pocas zonas de reunión del grupo. Los dos formaron una estrecha y duradera amistad y se vieron envueltos en muchas situaciones de humor. Compraron un pollo y un pato y sustituyeron su mesa de comedor con una mesa de futbolín/futbolito. Sus discusiones eran un tanto cómicas, ya que sonaban como un viejo matrimonio cuando discutían, con Chandler por lo general asumiendo el papel de mujer y Joey, el de marido. Sin embargo, en uno de los episodios donde la nueva compañera de habitación de Joey, Janine, está presente, Joey actúa como una mujer, pues hace comentarios como: "¿Por qué dices eso? ¡Es cruel!" y "no es lo que has dicho; es la forma en que lo has dicho". Esto se debe a las cualidades femeninas que Janine le había transmitido a Joey.
Los dos comenzaron con mal pie, dado que cuando Chandler estaba buscando un compañero de piso, Joey le dijo que "estaba bien con las cosas gay," insinuando que este era gay (tal y como se muestra en "El de cuando Nana muere dos veces", Joey no es el único que piensa esto al conocerle). Chandler ya había elegido un compañero de piso, un fotógrafo cuya hermana era estrella del porno. No obstante, después de que el Sr. Heckles, el viejo gruñón que vivía en el apartamento de debajo del de Monica y Rachel, le dijera al fotógrafo que él era el nuevo compañero de piso de Chandler, se fue decepcionado y nunca se mudó. Esto obligó a Chandler a darle las llaves a Joey y descubrieron que tenían mucho en común (deportes y cerveza). Joey, además, le enseñó a Chandler la serie Los vigilantes de la playa (Baywatch) y el gusto por mirar a las protagonistas femeninas (especialmente a Yasmine Bleeth y Nicole Eggert). Los dos "rompieron" temporalmente después de que Joey encontrara el éxito como el "Dr. Drake Ramoray" en la serie “Los días de nuestra vida” y se fuese a vivir solo. Cuando el "Dr. Drake Ramoray" fue asesinado y a Chandler le aterrorizaba su nuevo compañero, Eddie, los dos volvieron a vivir juntos. Chandler a menudo ayudaba a Joey a lo largo de la serie, pagándole la renta, sus fotografías y comprándole la mayoría de los alimentos. Aun así, Joey trató de pagarle dándole una entrada para el estreno de su nueva película. Desafortunadamente, Chandler se durmió durante ésta. Luego, Joey va a su apartamento diciéndole a Chandler que le pagará cada centavo que le debía. Sin embargo, viendo la enorme cantidad de dinero que Chandler se había gastado en él, cambia de opinión diciendo: "¿Y qué? Si te quedaste dormido en mi estreno."
Sin embargo, en la realidad alternativa de "El de lo que pudo haber sido", estos papeles cambian ya que Chandler lucha con las finanzas mientras que Joey tiene mucho dinero. En un momento, Joey ayuda a Chandler permitiendo que este sea su asistente.
Una vez que Chandler se va a vivir con Monica, los amigos se mantuvieron cercanos como vecinos, en lugar de compañeros de apartamento. En el episodio final, Monica destruyó la mesa de futbolín/futbolito, con el fin de salvar a Pollito Jr. y a Patito Jr., antes de que ella y Chandler se mudaran a Westchester. Aunque ya no vivirían en el mismo edificio, Chandler y Monica dieron a conocer que su nuevo hogar tendrá un "cuarto de Joey" encima del garaje. Chandler a menudo (en broma) se refiere a Joey como un niño de una familia, indicándole a Ross en "El de la otra hermana de Rachel" que si no puede tener a Emma cuando él, Rachel y Monica estén muertos, entonces no podría tener a Joey, en caso de su muerte.

### Phoebe Buffay
Chandler actúa como una especie de hermano menor de Phoebe, exigiendo en varias ocasiones: "¡Pheebs! ¡Juega conmigo!". En "The One With The Metaphorical Tunnel", Phoebe y Chandler juegan al escondite. Él le acompaña la primera vez que Phoebe visita la casa de su padre. También disfrutan creando nombres de superhéroes y jugando con los sillones en el apartamento de Joey y Chandler. Comparten un dúo de "Endless Love" al final de un episodio, cuando Chandler está triste después de haber terminado con Janice. Además, juegan al Pac-Man y pasan un Día de Acción de Gracias aparentando ver el partido de fútbol americano juntos para salvarse de ayudar en la cena. Comparten el disgusto hacia el lado agresivo de Mónica, y en vez de enfadarse con Phoebe por despedir a Mónica como su organizadora de bodas en medio de la cena de ensayo, se ríe y levanta su copa.
Chandler ve a Phoebe como extraña, comentando que es un extraterrestre del espacio exterior en "El de todas las promesas". Phoebe parece disfrutar de jugar con él a medida que avanzan las temporadas. En "El de cuando todos se enteran", él le dice de una manera reconfortante que ella puede decirle cualquier cosa, pero Phoebe trata de engañarlo haciéndole creer que se siente atraída por él. Cae en el cebo, hasta que Mónica le dice que Phoebe lo encuentra encantador en una forma "asexuada", indicando que cualquier insinuación de romance es una broma. Ella y Chandler se enfrentan en un partido de seducción que ambos saben que es una farsa, con Chandler visiblemente más agitado, aunque Phoebe también está incómoda. Comparten un beso torpe y Chandler casi toca su pecho, pero incómodamente mueve su mano hacia su hombro. Luego, Chandler se aleja, gritando que Phoebe ganó, y que él está enamorado de Mónica; a lo que Phoebe responde: "Yo pensaba que solo os acostabais".
En algunas ocasiones, Phoebe sugiere que le tiene afecto, como en "El de cuando Ross conoce al padre de Elizabeth". En "El de los posos de té", Phoebe lee sus posos de té y descubre que pronto conocerá al hombre de sus sueños: "Probablemente es el chico con el que soñé anoche". Luego señala a Chandler y dice: "Tú". En "El del fútbol", Phoebe distrae a Chandler mostrándole sus pechos, y él se queda visiblemente complacido. Asimismo, Chandler le pide ayuda para elegir el anillo de compromiso para Mónica. Le acompaña hasta el altar cuando ella se casa con Mike, aunque ocurre porque Chandler es el único miembro del grupo disponible; originalmente, lo iba a hacer Joey, pero tuvo que hacer de cura. Chandler le dice que está "preciosa", y ella parece estar feliz, saludando y diciendo: "Hola, ¡nuevo papá!" (porque Joey iba a ser su padrino y se estaba comportando como si fuera su padre). En Barbados, él y Mónica tratan de hacer que Mike y Phoebe regresen de su ruptura. Pasan tiempo juntos en "El del detergente de lavandería germano-oriental", ambos tratando de dejar a sus parejas. Phoebe dice que deberían pasar más tiempo juntos; sin embargo, ella termina con Janice en su nombre, y él dice que siempre deberían terminar juntos, a lo que ella responde: "¡Me gustaría eso!". También decide llamar Chandler a uno de los hijos de su hermano. La bebé nombrada Chandler termina siendo una niña, a lo que Alice, la mujer del hermano de Phoebe, la llama "Channy Fanny".
Phoebe es la razón inicial de que Chandler dejase de fumar en "El del pulgar", ofreciéndole 7000 dólares por no fumar nunca más. Si lo hace o no, se mantiene sin especificar.

### Rachel Green
Aunque parecía que Rachel y Chandler se conocieron en el episodio piloto, en realidad se habían conocido hacía años. Coincidieron el Día de acción de Gracias de 1987, cuando Chandler acompañó a Ross a casa de sus padres. Se volverían a encontrar en la fiesta de la universidad de ambos en el invierno de 1987, cuando Rachel y Mónica visitaban a Ross, revelándose en la temporada 10, en el episodio "El que el stripper llora". En esta fiesta, Chandler y Rachel borracha se besan (aunque se revela que la única razón por la que Chandler lo hace fue para vengarse de Ross). Después de esto, se volverían a encontrar en el Día de acción de Gracias de 1988, donde una delgada Monica le corta por accidente un dedo a Chandler. En 1993, se encontraron de nuevo en un bar que más adelante se convertiría en el Central Perk, donde Chandler escucha a Rachel hablar con sus amigas sobre su deseo de tener una última noche de sexo sin sentido antes de su matrimonio con Barry. Tras escucharle decir que quiere tenerlo con el primer hombre que vea, aparece Chandler. Nunca estuvieron juntos, pero Rachel fantaseó con él llegando a besarle en su fantasía, lamentando no haber estado con él, aunque para entonces ya era demasiado tarde. Esto se muestra en el episodio "El del Flashback" de la temporada 3.
Al inicio del show, Rachel y Chandler cruzarían sus caminos de nuevo, esta vez en 1994, cuando Rachel, después de haber dejado a Barry en el altar, se dirige al Central Perk buscando a Monica. Durante la serie, la relación de Rachel y Chandler crece, y son amigos cercanos, a menudo consolándose y confiando el uno con el otro. En una ocasión, comparten un pastel de queso robado y se lo ocultan a los demás. En las primeras temporadas, salen a comer un par de veces. Chandler ve a Rachel desnuda por accidente, causándole un gran enfado. Por último, en el episodio 1x22, Rachel tiene sueños eróticos con Chandler, poniendo celoso a Ross.
Los dos han establecido citas entre ellos, aunque los resultados fueron mixtos: la primera cita de Chandler con la jefa de Rachel, Joanna, terminó porque pensó que era demasiado aburrida, mientras que su segunda cita culminó con él siendo esposado a una silla en la oficina de Joanna; por otro lado, su intento de establecer una cita para Rachel fue abismal cuando le dijo a un colega que ella sólo quería una aventura, y más adelante, que en realidad estaba buscando una relación seria. En la temporada 2, cabe señalar que Chandler, siendo el hijo de unos padres divorciados, es el único amigo capaz de empatizar con Rachel cuando sus padres no soportaban estar en la misma habitación en su cumpleaños. En el episodio 5x2, Chandler intenta ocultar su relación con Monica besando a Rachel y a Phoebe para disimular. Además, Rachel fue madrina en la boda de los novios. Asimismo, era a la que más le disgustaban las bromas sarcásticas de Chandler, aunque varias veces la vemos reírse de estas. En la temporada 10, en el episodio "El de la fiesta de despedida de Rachel", Chandler y Rachel comparten un momento intenso: Chandler le dice que la quiere, que la echará de menos y que está triste porque se va a París, a lo que Rachel responde entre lágrimas: "Yo también te quiero".

### Ross Geller
Ross y Chandler han sido amigos desde el instituto, haciendo pactos de chicas con las que no deben acostarse, estando en una banda, y el segundo yendo a la casa del primero para los Días de Acción de Gracias. Ambos van frecuentemente a jugar a ráquetbol y baloncesto. También son intimidados por matones que roban su gorra. En "El del fútbol", Ross elige a Chandler como su primer jugador, a pesar de que Rachel era su novia en esos momentos. Ross a veces le describe como su mejor amigo y viceversa. Por último, en el episodio 11 de la primera temporada, Ross besa a la madre de Chandler.

### Jack y Erica
Chandler y Monica tenían pocas posibilidades de concebir y fueron seleccionados por Erica para adoptar a los gemelos. Los gemelos Jack y Erica aparecen en el episodio final, cuando su madre biológica, Erica (Anna Faris) los da a luz. Todos, menos el doctor, se sorprendieron al ver a Erica dando a luz a gemelos. Chandler y Monica estaban muy sorprendidos y discutieron sobre adoptar a uno y que otra persona adoptara al otro, pero decidieron adoptar a ambos. Le dieron el nombre de Jack al niño por el nombre del padre de Monica y Erica a la niña, por el nombre de su madre biológica.

## Humor
Chandler es conocido por su actitud irónica y por ser el más sarcástico de la serie, lo que lo hace el personaje más cómico y más querido de la serie. Su frase más famosa es la pregunta retórica "¿Podría ser más...?", pues se utiliza en el programa como fuente de humor en muchas ocasiones, sobre todo para burlarse de los otros.
Algunos chistes de Chandler tratan sobre los intentos de Rachel para que dejase de fumar, tirando los cigarrillos que él colocaba en su boca, diciendo que era "el juego menos divertido". Sus conversaciones de humor con Phoebe van desde la incertidumbre de si el pato Donald se viste con una toalla cuando sale de la ducha, hasta la duda del por qué no hay un superhéroe llamado "Goldman" (inspirado por Spider-Man). Cuando Chandler y Joey tratan de ligar con mujeres, él se refiere a sí mismo como "El gracioso".
A lo largo de la serie, Chandler afirma que comenzó a usar el humor como un mecanismo de defensa, después de que sus padres se divorciaran, dado que tiende a hacer bromas cuando está nervioso. Sus compañeros están tan acostumbrados a sus bromas sarcásticas, que cualquier comentario serio que hace se lo toman como una broma. Esto se ve reflejado al final de la temporada 3, cuando le dijo a Monica que sería su novio si la cosa iba muy mal y ella se rio. En un momento dado, lo retaron a no burlarse de sus amigos durante una semana entera como su propósito de Año Nuevo, lo que le resultó muy difícil, pues Ross empezó a salir con una mujer llamada Elizabeth Hornswoggle. En la 9.ª temporada, Chandler tuvo celos del nuevo compañero de trabajo de Monica, Jeffrey, porque le dijo que era "el tipo más divertido que había conocido". Le contó a Joey la situación y estuvo de acuerdo en que tenía derecho a estar molesto.
En uno de los primeros episodios, el padre de Joey va de visita y le sugiere a Chandler que diga algo gracioso para desactivar un momento de tensión, lo que indica que su sentido del humor es bien conocido en la familia Tribianni. Sin embargo, el humor de Chandler generalmente se ve como molesto durante toda la serie. Así, la persona a la que más le molestan sus chistes es Rachel. Cuando Chandler iba a ir a una entrevista de trabajo, por la que estaba nervioso, le dijo a Phoebe que no solía dar una buena primera impresión, ya que cuenta demasiados chistes.

## Carrera
Chandler trabajó como Gerente de Adquisiciones de IT, en la especialización de "Análisis estadístico y reconfiguración de datos", un trabajo que detestaba a fondo. El hecho de que nadie supiese lo que hacía fue tomado como broma durante la mayor parte de las temporadas. Monica admite varias veces que no presta atención cuando habla de su trabajo, hasta que finalmente aprende lo que Chandler hace en el episodio 11 de la 9.ª temporada. Ante esto, Chandler mira a Monica y le pregunta: "¿Lo dejo y te aprendes en qué trabajo?", aunque menciona su trabajo en "El de la clase de cocina" (temporada 8) con las siglas "WENUS" y "ANUS". Debido a este trabajo, Chandler parece ser el mejor pagado entre los seis amigos durante la mayor parte de la serie. Además, revela en un episodio que tenía una gran cantidad de dinero (el número exacto es desconocido) que había ahorrado durante seis años. También se muestra que mantenía una posición de autoridad en su compañía, lo que puede explicar sus dudas para dejarlo.
Chandler intentó dejar su trabajo en la 1.ª temporada, pero fue atraído de nuevo por un aumento enorme y una estructura de bonificaciones anuales. Durante una de sus muchas reuniones, Chandler se queda dormido. Al despertar, se da cuenta de que su jefe le ha seleccionado para dirigir la nueva división corporativa en Tulsa, Oklahoma. El día de Navidad, Chandler deja su trabajo en Tulsa para poder regresar a Nueva York y así estar con Monica, que le ayuda a conseguir un trabajo en publicidad. Para gran consternación de Chandler, el trabajo era como interino, por lo que en un primer momento fueron prácticas no remuneradas. No obstante, pronto se asegura un trabajo a tiempo completo en el negocio, gracias a su profesionalidad.
En una historia de realidad alternativa ("El de lo que pudo haber sido"), Chandler tenía agallas para dejar su trabajo y trabajaba como escritor independiente, especializado en cómics.